# Commelina zeylanica
Commelina zeylanica är en himmelsblomsväxtart som beskrevs av Falkenb. Commelina zeylanica ingår i släktet himmelsblommor, och familjen himmelsblomsväxter.
Artens utbredningsområde är Sri Lanka. Inga underarter finns listade.